# Summer Gigs 1976
Summer Gigs 1976 fu una breve tournée del gruppo rock britannico Queen, svoltasi nel settembre 1976.
Durante l'estate del 1976, la band stava lavorando al loro nuovo album, A Day at the Races, che sarebbe poi uscito il dicembre dello stesso anno. Nel frattempo però avevano organizzato quattro concerti nelle tre capitali principali del Regno Unito: Edimburgo, Cardiff e Londra. Il concerto passato alla storia è l'ultimo, quello svoltosi ad Hyde Park, uno spettacolo gratuito con un pubblico di 150.000 persone, un record per l'epoca, che venne eguagliato solo durante il Live 8 del 2005 svolto nello stesso parco. A causa di restrizioni della polizia, i Queen eseguirono una scaletta più breve del solito, terminando con "In the Lap of the Gods... Revisited". Questo concerto è stato registrato professionalmente ed è ampiamente disponibile su bootleg non ufficiali. Segmenti del concerto sono presenti in diversi documentari sulla band e nel video promozionale di "Somebody to Love".
La scaletta della tournée era simile a quella del precedente A Night at the Opera Tour, con l'aggiunta di tracce non ancora pubblicate provenienti da A Day at the Races: Tie Your Mother Down (in quel periodo ancora un demo) e You Take My Breath Away, inclusa tra le tracce bonus della riedizione 2011 dell'album. Vennero introdotte anche canzoni già pubblicate ma mai eseguite live, come You're My Best Friend e '39.

## Date
| Concerti                                                      |
| ------------------------------------------------------------- |
| 01-09-1976 Playhouse Theatre, Edimburgo (Scozia), Regno Unito |
| 02-09-1976 Playhouse Theatre, Edimburgo (Scozia), Regno Unito |
| 10-09-1976 Cardiff Castle, Cardiff (Galles), Regno Unito      |
| 18-09-1976 Hyde Park, Londra (Inghilterra), Regno Unito       |

## Tracce
1. Bohemian Rhapsody (parti opera e rock)
2. Ogre Battle
3. Sweet Lady
4. White Queen (As It Began)
5. Flick of the Wrist
6. You're My Best Friend
7. Bohemian Rhapsody (primi versi)
8. Killer Queen
9. The March of the Black Queen
10. Bohemian Rhapsody (parte finale)
11. Bring Back That Leroy Brown
12. Brighton Rock (con assolo di chitarra)
13. Son and Daughter (ripresa)
14. '39
15. You Take My Breath Away
16. The Prophet's Song
17. Stone Cold Crazy
18. Doing All Right*
19. Lazing on a Sunday Afternoon*
20. Tie Your Mother Down*
21. Keep Yourself Alive
22. Liar
23. In the Lap of the Gods... Revisited
24. Now I'm Here*
25. Big Spender*
26. Jailhouse Rock*
27. God Save The Queen*

- * Canzoni non eseguite al concerto di Hyde Park